# Césarpriset 2014

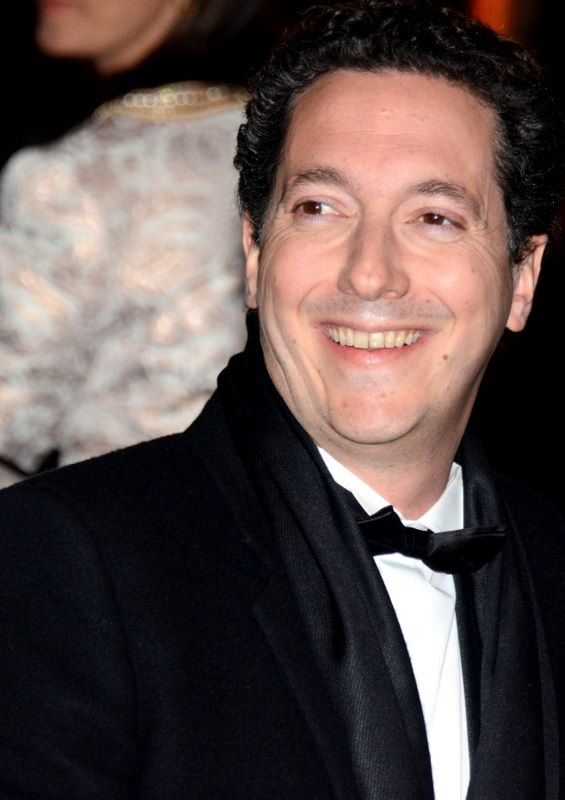
Guillaume Gallienne vid galan

Césarpriset 2014 var den 39:e upplagan av Césarpriset, arrangerad av franska filmakademin, och utsåg de bästa franska filmerna från filmåret 2013. Nomineringarna tillkännagavs 31 januari 2014 och den TV-sända prisgalan ägde rum 28 februari. Pristagare i kategorin Bästa film blev Les Garçons et Guillaume, à table ! i regi av Guillaume Gallienne, som sammanlagt tilldelades fem priser, vilket var flest av alla. Den hade tio nomineringar, vilket även det var flest.

## Pristagare och nominerade
Priserna utföll som följer:

### Bästa film
- Les Garçons et Guillaume, à table ! av Guillaume Gallienne
  - Neuf mois ferme av Albert Dupontel
  - Främling vid vatten (L'inconnu du lac) av Alain Guiraudie
  - Jimmy P. (Psychothérapie d'un Indien des plaines) av Arnaud Desplechin
  - Det förflutna (Le passé) av Asghar Farhadi
  - La Vénus à la fourrure av Roman Polanski
  - Blå är den varmaste färgen (La vie d'Adèle) av Abdellatif Kechiche

### Bästa regi
- Roman Polanski för La Vénus à la fourrure
  - Albert Dupontel för Neuf mois ferme
  - Guillaume Gallienne för Les Garçons et Guillaume, à table !
  - Alain Guiraudie för Främling vid vatten (L'inconnu du lac)
  - Arnaud Desplechin för Jimmy P. (Psychothérapie d'un Indien des plaines)
  - Asghar Farhadi för Det förflutna (Le passé)
  - Abdellatif Kechiche för Blå är den varmaste färgen (La vie d'Adèle)

### Bästa kvinnliga huvudroll
- Sandrine Kiberlain för rollen som Ariane Felder i Neuf mois ferme
  - Fanny Ardant för rollen som Caroline i Les beaux jours
  - Bérénice Bejo för rollen som Marie i Det förflutna (Le passé)
  - Catherine Deneuve för rollen som Bettie i Elle s'en va
  - Sara Forestier för rollen som Suzanne i Suzanne
  - Emmanuelle Seigner för rollen som Vanda i La Vénus à la fourrure
  - Léa Seydoux för rollen som Emma i Blå är den varmaste färgen (La vie d'Adèle)

### Bästa manliga huvudroll
- Guillaume Gallienne för rollen som Guillaume och Maman i Les Garçons et Guillaume, à table !
  - Mathieu Amalric för rollen som Thomas i La Vénus à la fourrure
  - Michel Bouquet för rollen som Auguste Renoir i Renoir
  - Albert Dupontel för rollen som Bob Nolan i Neuf mois ferme
  - Grégory Gadebois för rollen som Frédi i Mon âme par toi guérie
  - Fabrice Luchini för rollen som Serge Tanneur i Cykla med Molière (Alceste à bicyclette)
  - Mads Mikkelsen för rollen som Michael Kohlhaas i Michael Kohlhaas

### Bästa kvinnliga biroll
- Adèle Haenel för rollen som Marie i Suzanne
  - Marisa Borini för rollen som modern i Un château en Italie
  - Françoise Fabian för rollen som Babou i Les Garçons et Guillaume, à table !
  - Julie Gayet för rollen som Valérie Dumontheil i Quai d'Orsay
  - Géraldine Pailhas för rollen som Sylvie i Jeune et jolie*

### Bästa manliga biroll
- Niels Arestrup för rollen som Claude Maupas i Quai d'Orsay
  - Patrick Chesnais för rollen som Philippe i Les beaux jours
  - Patrick d'Assumçao för rollen som Henri i Främling vid vatten (L'inconnu du lac)
  - François Damiens för rollen som Nicolas i Suzanne
  - Olivier Gourmet för rollen som Gilles i Grand Central

### Bästa kvinnliga framtidslöfte
- Adèle Exarchopoulos för rollen som Adèle i Blå är den varmaste färgen (La vie d'Adèle)
  - Lou de Laâge för rollen som Raphaëlle Dalio i Jappeloup
  - Pauline Étienne för rollen som Suzanne Simonin i La religieuse
  - Golshifteh Farahani för rollen som kvinnan i Syngué sabour. Pierre de patience
  - Marine Vacth för rollen som Isabelle i Jeune et jolie

### Bästa manliga framtidslöfte
- Pierre Deladonchamps för rollen som Franck i Främling vid vatten (L'inconnu du lac)
  - Paul Bartel för rollen som JB i Les petits princes
  - Paul Hamy för rollen som Julien i Suzanne
  - Vincent Macaigne för rollen som Pator i La Fille du 14 juillet
  - Nemo Schiffman för rollen som Charly i Elle s'en va

### Bästa originalmanus
- Neuf mois ferme – Albert Dupontel
  - Cykla med Molière (Alceste à bicyclette) – Philippe Le Guay
  - Främling vid vatten (L'inconnu du lac) – Alain Guiraudie
  - Det förflutna (Le passé) – Asghar Farhadi
  - Suzanne – Katell Quillévéré, Mariette Désert

### Bästa manus efter förlaga
- Les Garçons et Guillaume, à table ! – Guillaume Gallienne, efter pjäsen Les Garçons et Guillaume, à table ! av Guillaume Gallienne
  - Jimmy P. (Psychothérapie d'un Indien des plaines) – Arnaud Desplechin,  efter boken Psychothérapie d'un indien des plaines av Georges Devereux
  - Quai d'Orsay – Bertrand Tavernier, Christophe Blain och Antonin Baudry,  efter seriealbumet Quai d'Orsay av Christophe Blain och Abel Lanzac
  - La Vénus à la fourrure – Roman Polanski och David Ives,  efter pjäsen Venus in fur av David Ives
  - Blå är den varmaste färgen (La vie d'Adèle) – Abdellatif Kechiche och Ghalya Lacroix,  efter seriealbumet Le bleu est une couleur chaude av Julie Maroh

### Bästa scenografi
- Dagarnas skum (L'écume des jours) – Stéphane Rozenbaum
  - L'Extravagant Voyage du jeune et prodigieux T. S. Spivet – Aline Bonetto
  - Les Garçons et Guillaume, à table ! – Sylvie Olivé
  - Michael Kohlhaas – Yan Arlaud
  - Renoir – Benoît Barouh

### Bästa kostym
- Renoir – Pascaline Chavanne
  - Dagarnas skum (L'écume des jours) – Florence Fontaine
  - L'Extravagant Voyage du jeune et prodigieux T. S. Spivet – Madeline Fontaine
  - Les Garçons et Guillaume, à table ! – Olivier Bériot
  - Michael Kohlhaas – Anina Diener

### Bästa foto
- L'Extravagant Voyage du jeune et prodigieux T. S. Spivet – Thomas Hardmeier
  - Främling vid vatten (L'inconnu du lac) – Claire Mathon
  - Michael Kohlhaas – Jeanne Lapoirie
  - Renoir – Mark Lee Ping-Bin
  - Blå är den varmaste färgen (La vie d'Adèle) – Sofian El Fani

### Bästa klippning
- Les Garçons et Guillaume, à table ! – Valérie Deseine
  - Neuf mois ferme – Christophe Pinel
  - Främling vid vatten (L'inconnu du lac) – Jean-Christophe Hym
  - Blå är den varmaste färgen (La vie d'Adèle) – Camille Toubkis, Albertine Lastera, Jean-Marie Lengelle, Ghalya Lacroix
  - Det förflutna (Le passé) – Juliette Welfling

### Bästa ljud
- Michael Kohlhaas – Jean-Pierre Duret, Mélissa Petitjean
  - Främling vid vatten (L'inconnu du lac) – Philippe Grivel, Nathalie Vidal
  - Les Garçons et Guillaume, à table ! – Marc-Antoine Beldent, Loïc Prian, Olivier Dô Huu
  - La Vénus à la fourrure – Lucien Balibar, Nadine Muse, Cyril Holtz
  - Blå är den varmaste färgen (La vie d'Adèle) – Jérôme Chenevoy, Fabien Pochet, Roland Voglaire, Jean-Paul Hurier

### Bästa musik
- Michael Kohlhaas – Martin Wheeler
  - Casse-tête chinois – Loïc Dury, Christophe Minck
  - Cykla med Molière (Alceste à bicyclette) – Jorge Arriagada
  - Dagarnas skum (L'écume des jours) – Étienne Charry
  - La Vénus à la fourrure – Alexandre Desplat

### Bästa debutfilm
- Les Garçons et Guillaume, à table ! av Guillaume Gallienne
  - La Bataille de Solférino av Justine Triet
  - En solitaire av Christophe Offenstein
  - La Fille du 14 juillet av Antonin Peretjatko
  - La Cage dorée av Ruben Alves

### Bästa animerade långfilm
- Loulou, l'incroyable secret av Éric Omond och Grégoire Solotareff
  - Aya de Yopougon av Marguerite Abouet och Clément Oubrerie
  - Ma maman est en Amérique, elle a rencontré Buffalo Bill av Marc Boréal och Thibaut Chatel

### Bästa dokumentärfilm
- Sur le chemin de l'école av Pascal Plisson
  - Comment j'ai détesté les maths av Olivier Peyon
  - Le Dernier des injustes av Claude Lanzmann
  - Il était une forêt av Luc Jacquet
  - La Maison de la radio av Nicolas Philibert

### Bästa utländska film
- The broken circle breakdown av Felix Van Groeningen, Belgien
  - Blancanieves av Pablo Berger, Spanien
  - Blue Jasmine av Woody Allen, Förenta staterna
  - Dead man talking av Patrick Ridremont, Belgien
  - Django Unchained av Quentin Tarantino, Förenta staterna
  - Den stora skönheten (La grande bellezza) av Paolo Sorrentino, Italien
  - Gravity av Alfonso Cuarón, Förenta staterna

### Bästa kortfilm, realfilm
- Avant que de tout perdre av Xavier Legrand
  - Bambi av Sébastien Lifshitz
  - La Fugue av Jean-Bernard Marlin
  - Les Lézards av Vincent Mariette
  - Marseille la nuit av Marie Monge

### Bästa kortfilm, animation
- Mademoiselle Kiki et les Montparnos av Amélie Harrault
  - Lettres de femmes av Augusto Zavonello